# Лятошинський Борис Миколайович
Бори́с Микола́йович Лятоши́нський (22 грудня 1894 , Житомир  — 15 квітня 1968 , Київ ) — український композитор, диригент і педагог, один із представників модернізму та експресіонізму в українській класичній музиці.
Серед учнів Лятошинського — композитори, що увійшли до групи «Київський авангард» (В. Годзяцький, Л. Грабовський, В. Пацера, В. Сильвестров), а також Й. Балакаускас, О. Канерштейн, І. Карабиць, Є. Станкович, І. Шамо.
Нагороджений званнями Заслуженого діяча мистецтв УРСР (1945), народного артиста УРСР (1968), державними преміями СРСР (1946, 1952) та УРСР ім. Т. Г. Шевченка (1971)

## Життєпис

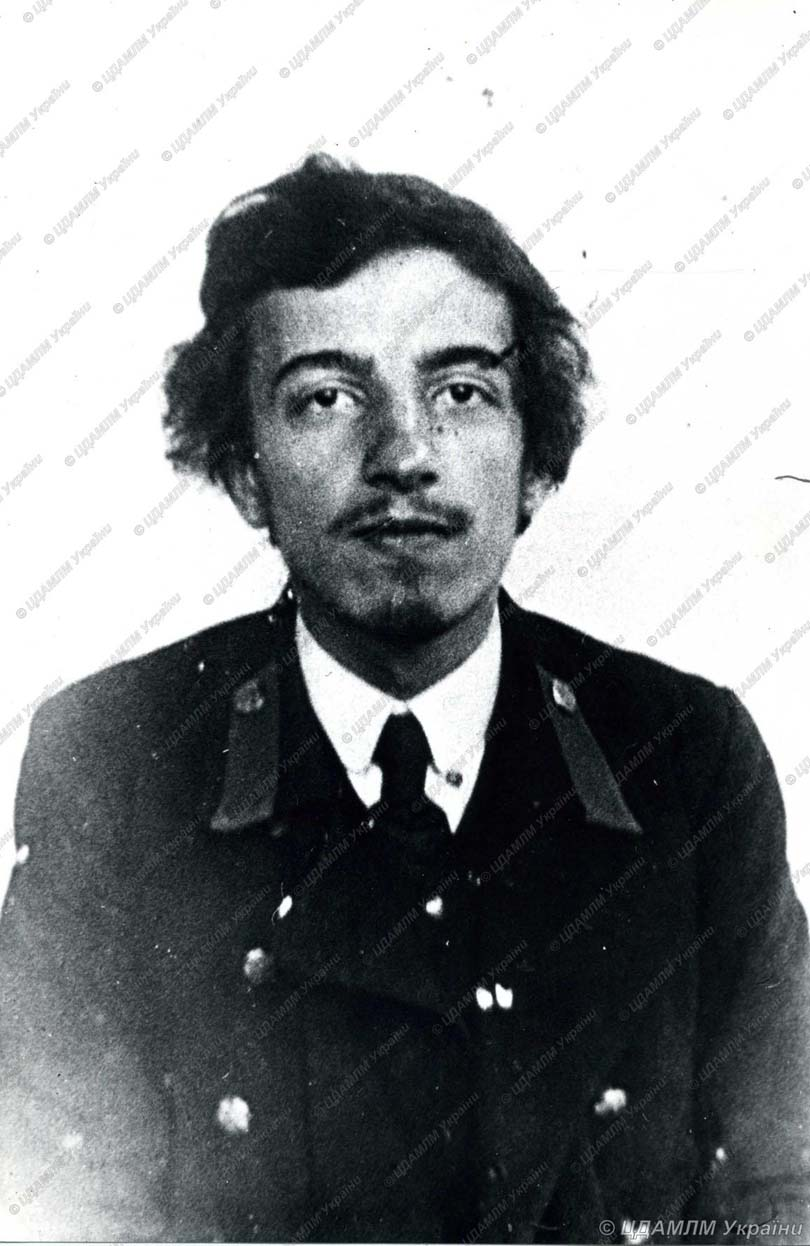
Борис Лятошинський, 1913 р. Фото ЦДАМЛМ України.

Народився 22 грудня 1894 (3 січня 1895) року в Житомирі в сім'ї інтелігентів: батько Микола Леонтійович був вчителем історії, крім педагогічної роботи займався науковою діяльністю у галузі історичних наук, а як директор різних гімназій вів громадсько-освітню роботу в Житомирі, Немирові, Златополі. Мати добре грала на фортепіано й співала.

### Ранні роки

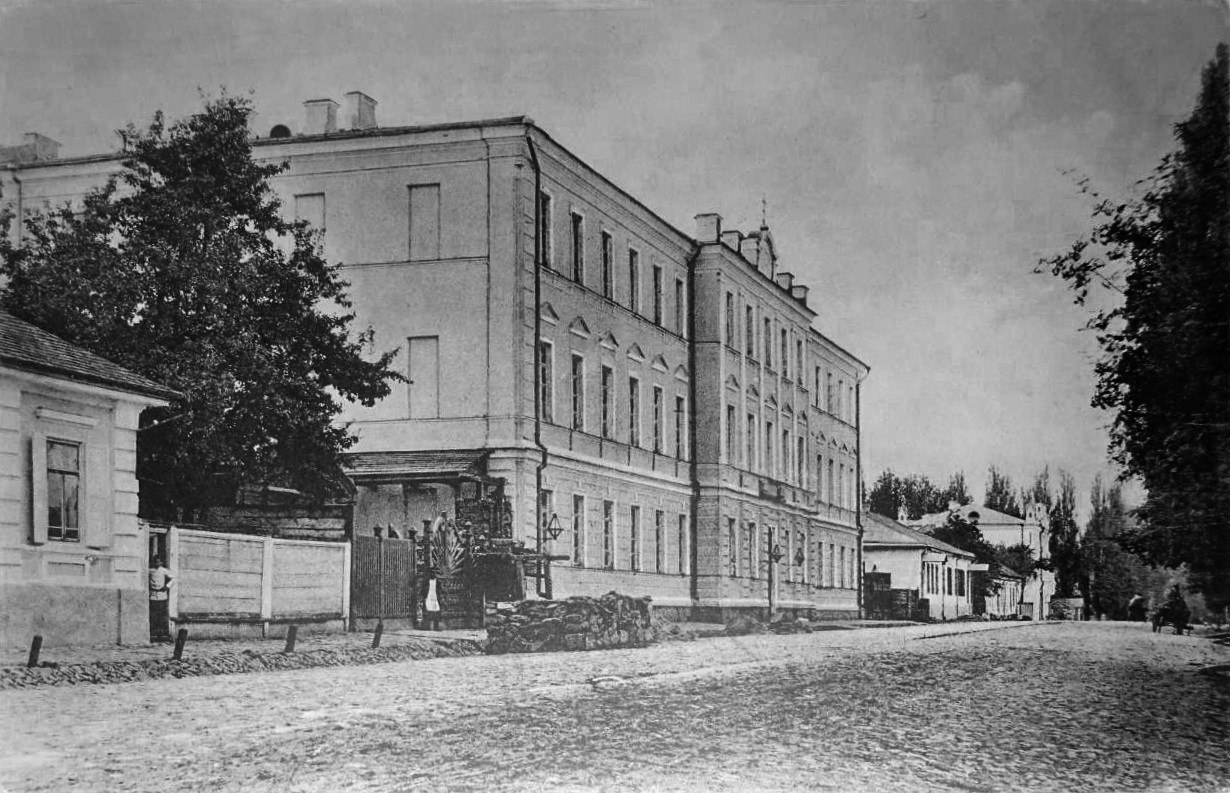
Житомирська гімназія № 2, в якій навчався Борис Лятошинський

З ранніх років виявив велику музичну обдарованість, вчився грати на скрипці й фортепіано.
Освіту почав здобувати у Першій київській чоловічій гімназії у серпні 1904 року, потім була із серпня 1906 року Немирівська чоловіча гімназія, де його батько був директором. З 1 вересня 1908 року по 15 лютого 1911 року навчався у чоловічій гімназії міста Златополя, де його батько був також директором. Саме тут почав серйозно займатись музикою: навчався грі на скрипці у гімназійного викладача Бенціона Хаїмовського, грав в учнівському оркестрі. В 14 років написав кілька музичних творів, серед яких струнний та фортепіанний квартети. Перші твори молодого композитора з успіхом виконувалися в Житомирі. Із Златополя свідоцтво з 6 класу видано до Житомирської Другої чоловічої гімназії, яку закінчив у 1913 році.
У 1913 році Борис Лятошинський переїхав до Києва, та вступив до юридичного факультету Київського університету. Водночас готувався до вступу в тільки-но відкриту консерваторію, приватно навчаючись музиці у професора Київської консерваторії Р. Глієра: після запрошення останнього став студентом його класу. А вже в 1914 році відбулося знайомство Лятошинського з майбутньою дружиною Маргаритою Царевич.

Б. Лятошинський (ліворуч) та Р. Глієр

Закінчив у 1918 юридичний факультет Київського університету, у 1919 року — Київську консерваторію у класі композиції Р. Глієра. Із вдячністю згадував роки навчання у Р. Глієра, у його спогадах про наставника читаємо: «Він вимагав тільки одного: щоб ми були щирі у своїх музичних висловлюваннях, щоб у них незмінно відчувалась правдивість думки і почуття, щоб ми неухильно підвищували свій професіоналізм». Творчі зв'язки з Глієром Лятошинський підтримував, з часом вони переросли у щиру людську дружбу. Серед творів консерваторських років сам композитор виділяв як цілком зрілі два: Струнний квартет № 1, ор. 1 і Симфонію № 1, ор. 2.

### 1920-ті роки
З 1920 року Б. Лятошинський викладає музично-теоретичні дисципліни на виконавських факультетах Київської консерваторії, а з 1922 року — веде клас композиції. Першими його випускниками (1925) стали згодом відомі митці — музикознавець І. Ф. Белза і композитори Г. П. Таранов, П. Т. Глушков.
20-ті роки стали для Лятошинського періодом творчої зрілості, формування індивідуального стилю. У першій половині 20-х років він глибоко цікавився новою музикою, стежачи за здобутками як російських композиторів (С. Прокоф'єв, І. Стравінський, М. Мясковський), так і західних (А. Шенберг, А. Берг, Б. Барток, А. Онеггер та ін.). З 1922 по 1925 роки Борис Лятошинський очолював Асоціацію сучасної музики при Музичному товаристві імені М. Д. Леонтовича. На засіданнях асоціації митці знайомилися з музикою XX століття.
У той період композитор звертався переважно до камерних жанрів. Він написав струнний квартет № 2, тріо для фортепіано, скрипки і віолончелі, дві сонати для фортепіано, цикл фортепіанних п'єс «Відображення» і низку романсів на вірші Г. Гейне, К. Бальмонта, Верлена, Вайльда, Едґара По, П. Шеллі, І. Буніна, М. Метерлінка та ін. Музичні теми деяких ранніх творів композитор пізніше використав у великих симфонічних полотнах (наприклад, музична тема з «Відображень» з'явиться у Симфонії № 4).
Друга половина 20-х років була не менш інтенсивною у творчості Б. Лятошинського. Композитор написав струнний квартет № 3, сонату для скрипки й фортепіано, баладу для фортепіано; тоді ж він знову звернувся до великих форм («Увертюра на чотири українські народні теми», опера «Золотий обруч» за повістю І. Франка «Захар Беркут»). «Увертюра» для симфонічного оркестру відзначена першою премією на республіканському конкурсі разом із Симфонією № 2 Л. Ревуцького.

### 1930-ті роки
30-ті роки — важливий етап у творчій біографії Лятошинського. Композитор знову звернувся до великих оркестрових форм, створив сюїту з своєї музики до кінофільмів (1931—1932) та Симфонію № 2 (1936).
У цей час композитор писав також романси на вірші О. Пушкіна, І. Франка, Л. Первомайського, зробив десять обробок українських народних пісень для голосу з фортепіано, створив дві кантати («Урочиста кантата» і «Заповіт») і оперу «Щорс».
Через драматургічні вади лібрето та перекручення деяких історичних фактів, опера «Щорс» ішла на сценах кількох театрів України недовго. Нова редакція «Щорса», здійснена І. Белзою (під назвою «Полководець»), також швидко зійшла зі сцени. І все-таки окремі номери та сцени опери, зокрема заключна сцена й увертюра, і сьогодні виконуються з успіхом у концертах та по радіо.
Поряд з написанням власних творів Лятошинський редагував і оркестрував оперу «Енеїда» М. Лисенка, оркестрував балет «Комедіанти» і оперу «Шах Сенем» Глієра, а у 1937 році блискуче оркеструє оперу «Тарас Бульба» Лисенка. У 30-ті роки Борис Миколайович також пише музику для кінофільмів.
Творчу працю Лятошинському весь час доводилося поєднувати з педагогічною і музично-громадською роботою. Продовжувалась його викладацька діяльність у Київській консерваторії. 1935 року Борису Миколайовичу присвоєно звання професора. У 1935—1938 роках Лятошинський викладав паралельно у двох консерваторіях — Київській і Московській, де також обіймав посаду професора.
1939 року Лятошинського обирають головою правління Спілки композиторів України. Цю посаду він обіймав до нападу Третього рейху на Радянський Союз.

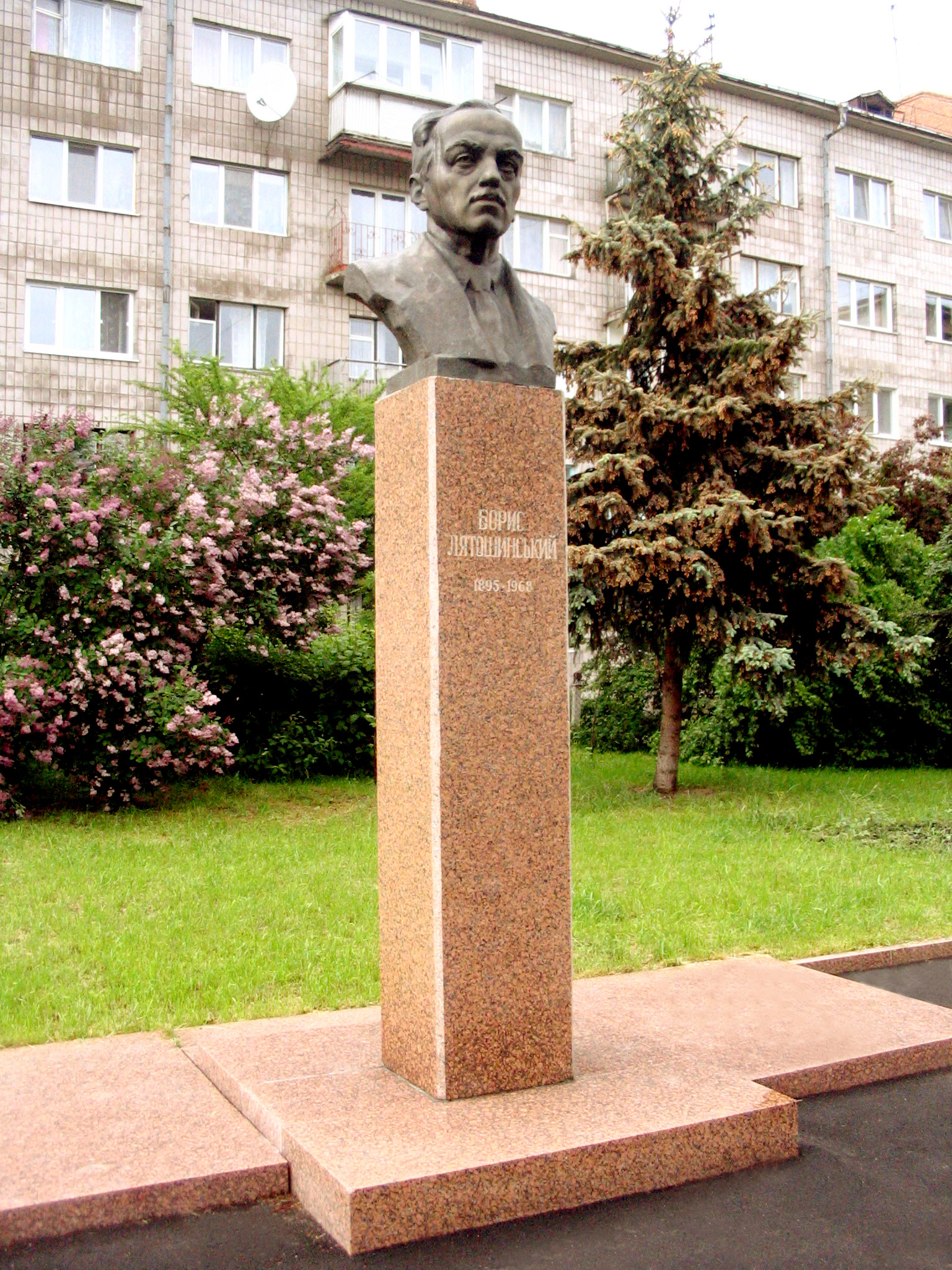
Пам'ятник Б. М. Лятошинському в Житомирі

### 1940-ві роки
У квітні 1941 року в Київській філармонії відбувся великий авторський концерт Лятошинського, який пройшов з великим успіхом. Автор сам продиригував свою Симфонію № 2, танці з опери «Золотий обруч» і сюїту з опери «Щорс» для хору й оркестру.
З початком війни Лятошинського було евакуйовано до Саратова, де вже знаходилась Московська консерваторія, де він продовжив викладацьку роботу. Тоді ж у Саратові Українське радіо організувало «Радіостанцію ім. Тараса Шевченка», яка вела свої передачі для партизанського підпілля України. В них постійно брав участь Лятошинський разом із своєю дружиною Маргаритою Царевич.
Композиторська праця Бориса Миколайовича воєнних років була дуже плідною. За три роки він написав «Український квінтет», Струнний квартет № 4, Сюїту на українські народні теми для струнного квартету, Сюїту для квартету дерев'яних духових інструментів, Тріо № 2, Сюїту і Прелюдії для фортепіано, романси на вірші М. Рильського і В. Сосюри, обробив більше вісімдесяти українських народних пісень. Твори одразу ж потрапляли до репертуару Хору Українського радіо і лунали в ефірі.
Центральним твором Лятошинського першої половини 40-х років став Український квінтет. За цей твір Б. Лятошинському присуджено Державну премію. На початку 1945-го у зв'язку з 50-річчям композиторові присвоїли звання заслуженого діяча мистецтв УРСР, він був також нагороджений медаллю «За доблесний труд у Великій Вітчизняній війні 1941—1945 рр.».

### Повоєнні роки
Влітку 1944 року Лятошинський повернувся в Україну і відразу ж включився у музичне життя Києва. З 1944 року і до самої смерті (1968) він жив у будинку письменників Роліт, де встановлено меморіальну дошку композиторові. Лятошинського призначають художнім керівником Української філармонії, він працює музичним консультантом у Радіокомітеті, викладає у Київській консерваторії.
Кінець 40-х — 50-ті роки стали наступним плідним етапом у мистецькій діяльності Лятошинського. В цей період він написав ряд хорових і оркестрових творів, романсів, музику до кінофільмів. Серед найзначніших творів — Симфонія № 3, симфонічна балада «Гражина», «Поема возз'єднання», поема «На берегах Вісли», Концерт для фортепіано з оркестром. Ваговим вкладом в українську хорову творчість повоєнних років стали хори Б. Лятошинського на вірші Т. Шевченка і О. Пушкіна.
У 1952 році Борису Лятошинському було присуджено Державну премію за музику до фільму «Тарас Шевченко».
Серед останніх творів Б.Лятошинського — симфонії № 4 і № 5, «Слов'янська сюїта» та «Лірична поема».
Помер 15 квітня 1968 року, похований на Байковому цвинтарі в Києві (ділянка № 6; надгробок — бронза; скульптор О. О. Банников, архітектор А. А. Сніцарев; встановлений у 1971 році).

### Пам'ять
Український режисер В'ячеслав Скворцов у 1994 році на честь митця створив стрічку «Борис Лятошинський».
В Україні щороку присуджують державну Премію імені Бориса Лятошинського.
Ім'я Бориса Лятошинського носять музичний коледж у Харкові, дитяча музична школа в Житомирі (у школі відкрито кімнату-музей Б. Лятошинського), вулиці в Житомирі, Києві, Луцьку.
Права на використання творів Б. Лятошинського належать його нащадкам (Тетяні Гомон).
У Центральному державному архіві-музеї літератури і мистецтва України зберігається особовий фонд Б.Лятошинського (№ 181), який налічує 70 одиниць зберігання архівних документів за 1916—1971 рр.

Меморіальна дошка Б. Лятошинському на будинку письменників Роліт у Києві (скульптор А. Банніков, архітектор О. К. Стукалов)
Музична школа ім. Лятошинського в Житомирі
Кімната-музей Б.Лятошинського в музичній школі №1 м. Житомира

## Характеристика творчості
Дмитро Шостакович писав про музику Лятошинського:
|  | Борис Миколайович Лятошинський справедливо займає важливе місце в історії української радянської музики. З його іменем багато в чому пов'язане її формування і перш за все розвиток симфонічного жанру на Україні. |

Для симфонізму Лятошинського характерна підвищена насиченість фактури, драматичність, музична мова, непозбавлена модерністичних рис (через що його звинувачували у «формалізмі») і впливів Малера, Вагнера з одного боку, та французького імпресіонізму й слов'янського мелодизму — з іншого. Серед композиторів, музика яких мала вплив на Лятошинського Леонід Грабовський називає Ліста, Вагнера, Бородіна, Скрябіна, Лисенка, Леонтовича, Дебюссі, Стравінського, Берга, Бартока, Шимановського.
Авторський стиль Лятошинського пройшов кілька етапів, від захоплення модернізмом до поступового спрощення, «демократизації» музичної мови в умовах ідеологічного тиску на митця за його надто сміливий авторський стиль (яскравий приклад тому — вимушена заміна трагічного фіналу Третьої симфонії на урочисто-переможний).

### Ранній період
Його перші твори (зокрема, струнний квартет ор. 1, d-moll) виявляють значний вплив композиторів-кучкістів. Цим творам властива поміркована гармонічна мова (чітка акордова будова і ладотональна логіка), ясний рельєфний ритм і випукла мелодія.
Дальший період творчості Б. Лятошниського (ор. 5—18) характеризується зростаючою самозаглибленістю, пориванням у світ індивідуальних емоцій із забарвленням романтичного пасеїзму. Такі романси, як «Проклятое место» (на слова Ф. Геббеля), «Цветок самоубийцы» (Г. Гейне), «На кладбище» (І. Буніна), цикл «Лунные тени», «Камыши», «Подводные растения» (К. Бальмонта) та інші, написані близько 1921 року, виявляють впливи «сучасництва» з його загостреними засобами музичної мови, з тяжінням до нервової, напруженої ритміки, до перенесення опорних функцій тризвуків на великий септакорд, нонакорд та інші складні гармонічні співзвуччя. У цьому розумінні особливо показові його фортепіанна соната ор. 13, фортепіанний цикл «Відображення», ор. 16, друга соната для фортепіано, ор. 18 і т. ін.

### Зрілий період
Починаючи з сонати для скрипки і фортепіано ор. 19, де знов виразно виступають життєві колізії, композитор поволі позбувається світу ілюзорних образів — його мелодика стає безпосереднішою, гармонія простішою[джерело?].
Творча перебудова композитора особливо яскраво виявляється, починаючи з увертюри на чотири українські теми, ор. 20 (1926 р.) для великого оркестру. Тут прояснення його стилю пов'язане з використанням засобів виразності народної пісні. Ще більше це помітно в дальших творах — у трьох п'єсах на теми таджицьких народних пісень для скрипки з фортепіано, ор. 25 і особливо в першій опері композитора «Золотий обруч» за історичною повістю І. Франка «Захар Беркут» (1929 р.).
Від вишуканих, рафінованих романсів через зв'язок з народною піснею композитор прийшов до створення своєї Другої симфонії (1935 р.), в якій прагнення дати героїчні образи боротьби, що стверджує життєві ідеали, стає вже основним[джерело?]. Ще ширше, ніж у «Золотому обручі», Лятошинський використав українські народні пісні в опері «Щорс». Водночас опера пронизана наскрізним оркестровим розвитком, має розгалужену систему лейтмотивів. Особливо виділяється увертюра, симфонічна картина бою з V акту і заключна сцена з хором. Останній номер позначений напруженим оркестровим розгортанням. З великою трагедійною силою звучить у хорі пісня «Козака несуть».
Використання українського народного мелосу спостерігаємо в камерно-інструментальних жанрах, зокрема у Тріо № 2, Українському квінтеті, Струнному квартеті № 4, Сюїті для струнного квартету на українські народні теми.
Велика музична спадщина Б. М. Лятошинського є золотим фондом української музики. Симфонічний оркестр Держтелерадіо нині (Національна радіокомпанія України), під керівництвом народного артиста України Вадима Гнєдаша, був першим інтерпретатором творів Б. М. Лятошинського. Його симфонії, симфонічні поеми, хорові, камерні та вокальні твори записані в фонд українського радіо і складають золотий запас українського мистецтва.

## Педагогічна діяльність
Значну частину свого життя Борис Лятошинський присвятив педагогічній діяльності. Серед учнів Лятошинського — відомі українські композитори: Леонід Грабовський, Леся Дичко, Іван Карабиць, Микола Полоз, Валерій Польовий, Валентин Сильвестров, Володимир Загорцев, Євген Станкович, Ігор Шамо, Георгій Мірецький, які вивели українську композиторську школу на світові обрії.
За спогадами Ф.Аерової, «до студентів Б.Лятошинський ставився дуже уважно, намагався виявити індивідуальність кожного, оцінював його успіхи з доброзичливістю й водночас суворою вимогливістю». Студентів підкоряла «…глибока змістовність і громадська значущість його творів, величезна майстерність втілення мистецьких задумів, енциклопедичні знання, широта інтересів, чесність у характеристиці явищ і поряд із тим — простота й доброзичливість у спілкуванні…».

## Творчий доробок
Опери:

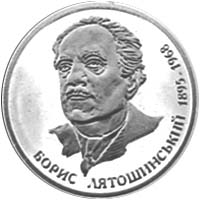
Ювілейна монета до 110-річчя від дня народження Б. Лятошинського

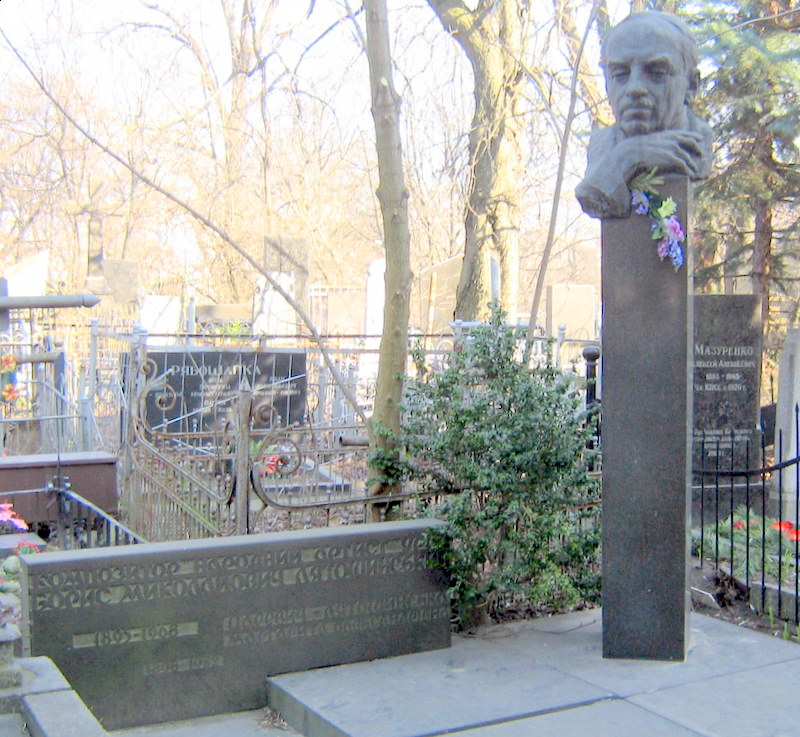
Надгробок Бориса Лятошинського на Байковому цвинтарі в Києві

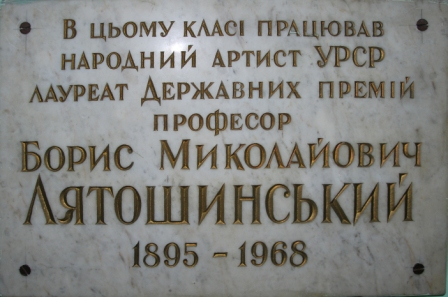
Меморіальна дошка Борису Лятошинському в приміщенні Київської консерваторії.

- «Золотий обруч» (за повістю Івана Франка «Захар Беркут», 1929)
- «Щорс» («Полководець», лібр. І.Кочерги та М.Рильського, 1937)

для хору з оркестром:
- «Урочиста кантата» (слова М.Рильського, 1939)
- «Заповіт» (слова Т.Шевченка. 1939)

Для симфонічного оркестру
- 5 симфоній
  - № 1(1918—19, 2-а ред. 1967), ля мажор
  - № 2 (1935—36. 2-а ред. 1940),
  - № 3 (1950, 2-а ред. 1954), сі мінор
  - № 4 (1964)
  - № 5 «Слов'янська» (1965-66)
- сюїти, увертюри, симфонічні поеми
  - Фантастичний марш (1920)
  - Жартівливий марш (1920)
  - Увертюра на чотири укр. нар. теми (1926)
  - Поема возз'єднання (1949—1950)
  - «Тарас Шевченко», оркестрова сюїта з музики до кінофільму (1952)
  - Сюїта з музики до трагедії В. Шекспіра «Ромео і Джульєтта» (1955)
  - «Ґражина», балада для симфонічного оркестру (1955)
  - «На берегах Вісли», симфонічна поема для оркестру (1958)
  - «Польська сюїта» (1961)
  - «Слов'янська увертюра» (1961)
  - «Лірична поема» (пам'яті Р. Глієра) (1964)
  - «Слов'янська сюїта» (1966)
  - Урочиста увертюра (1968)
  - Сюїти з музики до кінофільмів (1931-32)

Для фортепіано з оркестром: «Слов'янський концерт»(1953),
Для духового оркестру
- Урочистий марш (1931)
- 2 похідні марші (1932, 1936)

Для голосу з оркестром
- Три романси (слова старовинних китайських поетів, 1925)
- Два романси (слова О.Пушкіна, К.Рилєєва, 1951)

Для голосу і камерно-інструментального ансамблю
- Два романси (слова К.Бальмонта, 1923)

Камерно-інструментальні ансамблі
- Для квартету дерев'яних духових інструментів — Сюїта (1944), Три п'єси (1939)
- 2 фортепіанні тріо (1922, 1942)
- 4 струнні квартети (1915, 1922, 1928, 1943)
- Сюїта для квартету на українські народні теми (1944)
- «Український квінтет» (1942, 2-га ред. 1945)
- для скрипки і фортепіано — Соната (1926), Три п'єси на таджицькі нар. теми (1932)
- для віолончелі і фортепіано — 2 мазурки на польс. нар. теми (1953)
- для альта і фортепіано — Ноктюрн і Скерцино (1964)

Для фортепіано
- 2 сонати (1924, 1925)
- 7 п'єс — «Відображення» (1925), Балада (1928), Сюїта
- 2 прелюдії (1942)
- 5 прелюдій (1943)
- Концертний етюд, рондо (1962) та ін.

Хори
- на слова І.Франка (1941)
- на слова Т.Шевченка («Тече вода в синє море», «Із-за гаю сонце сходить», 1949—51; «За байраком байрак», «Над Дніпровою сагою», «У перетику ходила», 1960)
- на слова О.Пушкіна (цикл «Пори року», 1949, 1952, «У небі місяць проплива»)
- на слова А.Фета (1961)
- на слова М.Рильського
  - 5 хорів op.64 (1964)
  - 4 хори op.65 (1964)
- на слова різних поетів (цикл «З минулого», 1966) та ін.

Романси
- на слова різних поетів (5 — 1922; 3 — 1922; «Місячні тіні», 1923 та ін.)
- на слова П.Шеллі (1923), М.Метерлінка (1923), О.Пушкіна (1936), І.Франка (1940), Л.Первомайського (1940), В.Сосюри (1942), А.Міцкевича (1955) та ін.

Обробки українських народних пісень — * для голосу з фортепіно (2 — 1934; 10 — 1937; 15 — 1941; 5 — 1941 та Ін.)
- для хору без супроводу (1942)

Музика для театру і кіно
- музика до 6 театральних вистав (1932—57, зокрема «У пущі» Лесі Українки, «Ромео і Джульєтта» В. Шекспіра),
- до 14 художніх кінофільмів (1932—60), зокрема:
  - «Кармелюк» (1931, реж. Ф. Лопатинський)
  - «Іван» (1932, реж. О. Довженко)
  - «Любов» (1933, реж. О. Улицька, О. Гавронський)
  - «Кришталевий палац» (1934, реж. Г. Гричер)
  - «Червона хустина» (1934, реж. Л. Френкель)
  - «Новели про героїв-льотчиків» (1938, реж. О. Уманський)
  - «Визволення» (1940, реж. О. Довженко, Ю. Солнцева)
  - «Тарас Шевченко» (1951, реж. І. Савченко)
  - «Полум'я гніву» (1955, реж. Т. Левчук)
  - «Кривавий світанок» (1956, реж. О. Швачко)
  - «Іван Франко» (1956, реж. Т. Левчук) ‎
  - «Григорій Сковорода» (1960, реж. І. Кавалерідзе)‎
  - «Летючий корабель» (1960, реж. М. Юферов)
  - «Повія» (1961, реж. І. Кавалерідзе)

інструментування творів інших авторів
- опер М. Лисенка «Енеїда», «Тарас Бульба» (останньої — разом з Л.Ревуцьким)
- двох полонезів і Маршу М.Лисенка
- завершення та інструментування Скрипкового концерту Р.Глієра

## Дискографія
Грамплатівки
- «Про Богуна» з опери «Щорс»: М. Донець. — 1939. — 8685
- Обр. українські народні пісні «Ой давно, давно»: Б. Руденко, Л. Ржецька (фортепіано). — 1951. — 19918
- «Унылая пора, очей очарованье», слова О. Пушкіна: Держ. хор. капела УРСР «Трембіта», худож. кер. — П. Муравський. — 1957. — 28130;
- Фінал опери «Щорс»: Хор. капела і симф. орк. Укр. радіо, диригент — К. Симеонов. — 1959. — 0033718;
- «Слов'янський концерт» для фортепіано з орк.: Т. Ніколаєва (фортепіано), Держ. симф. орк. Укр. радіо, диригент — Б. Лятошинський. — 1957. — Д—3634-35;
- Симфонія № 3 сі мінор, ор. 50: Держ. симф. орк. УРСР, диригент — Б. Лятошинський. — 1960. — Д—06079—80;
- «Ґражина»: Симф. поема, ор. 58; «На берегах Вісли»: Симф. поема, ор. 59: Держ. симф. орк. УРСР, диригент — Б. Лятошинський. — 1960. — Д—6457-58;
- «Тече вода в синє море», слова Т. Шевченка: Держ. хор. капела УРСР «Думка», худож. кер. — О. Сорока. — 1964. — Д—13807—08;
- Фрагменти з опери «Щорс». Щорс — П. Кармалюк, Лія — Т. Винниченко, Гриць — В. Борищенко: Хор. капела і симф. орк. Укр. радіо, диригент — К. Симеонов. — 1967. — Д—019085—86;
- Симфонія № 4 Сі-бемоль мажор, ор. 63: Великий симф. орк., диригент — Г. Рождественський. — 1968. — Д—021817-18;
- Симфонія № 5 До мажор, ор. 67 «Слов'янська»: Великий, симф. орк., диригент — Г. Рождественський. — 1969. — Д-25205-06;
- Увертюра на чотири українські теми: Симф. орк. Укр. радіо, диригент — Л. Балабайченко. — 1969. —Д—25875—76;
- «Український квінтет», op. 42: Є. Ржанов (фортепіано) і Квартет ім. М. Лисенка. — 1971. — Д—029807-08;
- Симфонія № 1, ор. 2; «Слов'янська увертюра», ор. 61: Симф. орк. Укр. радіо і ТБ, диригент — В. Гнєдаш. — 1974. — С10—05197-98;
- Соната № 2 (Соната-балада) для фортепіано, ор. 18; Чотири прелюдії, ор. 44, № 2—4; ор. 38, № 3; «Відображення», ор. 16: Є. Ржанов (фортепіано). — 1975. — С10—06521—22;
- Квартет для 2-х скр., альта і віолончелі Ля мажор, ор. 4: Квартет ім. М. Лисенка. — 1976. — С10-06645-46;
- Соната для скр. і фортепіано, ор. 19: А. Марджанян (скрипка), І. Царевич (фортепіано). — 1976. — С10-08059-60;
- Симфонія № 3 сі мінор, ор. 50: Держ. симф. орк. УРСР, диригент — С. Турчак. — 1980. — С10-14265—66.

CD — * «Borys Lyatoshynsky, Vol. 2Complete piano S» — TNC CD Н1430/ tnc recordings, USA;
- «Борис Лятошинський: Твори для фортепіано. Виконує Борис Деменко». — ТВЕ—025-02. — 2005, НРУ.

## Додаткова література
- Белза І. Б. М. Лятошинський, К., 1947; М.-Лен., 1947;
- Запорожец Н. Б. Лятошинский, М., 1960; (рос.)
- Самохвалов В. Борис Лятошинський. К.,1972, 1974,1981;
- Копиця М. Симфонізм Б.Лятошинского: епоха, колізії, драматургія, К., 1990
- Козицький П. Борис Лятошинський і його опера «Золотий обруч».
- Музичний світ Бориса Лятошинського. Зб. матеріалів Міжнародної теоретичної конференції. К, 1995;